# Батарея «Крона»

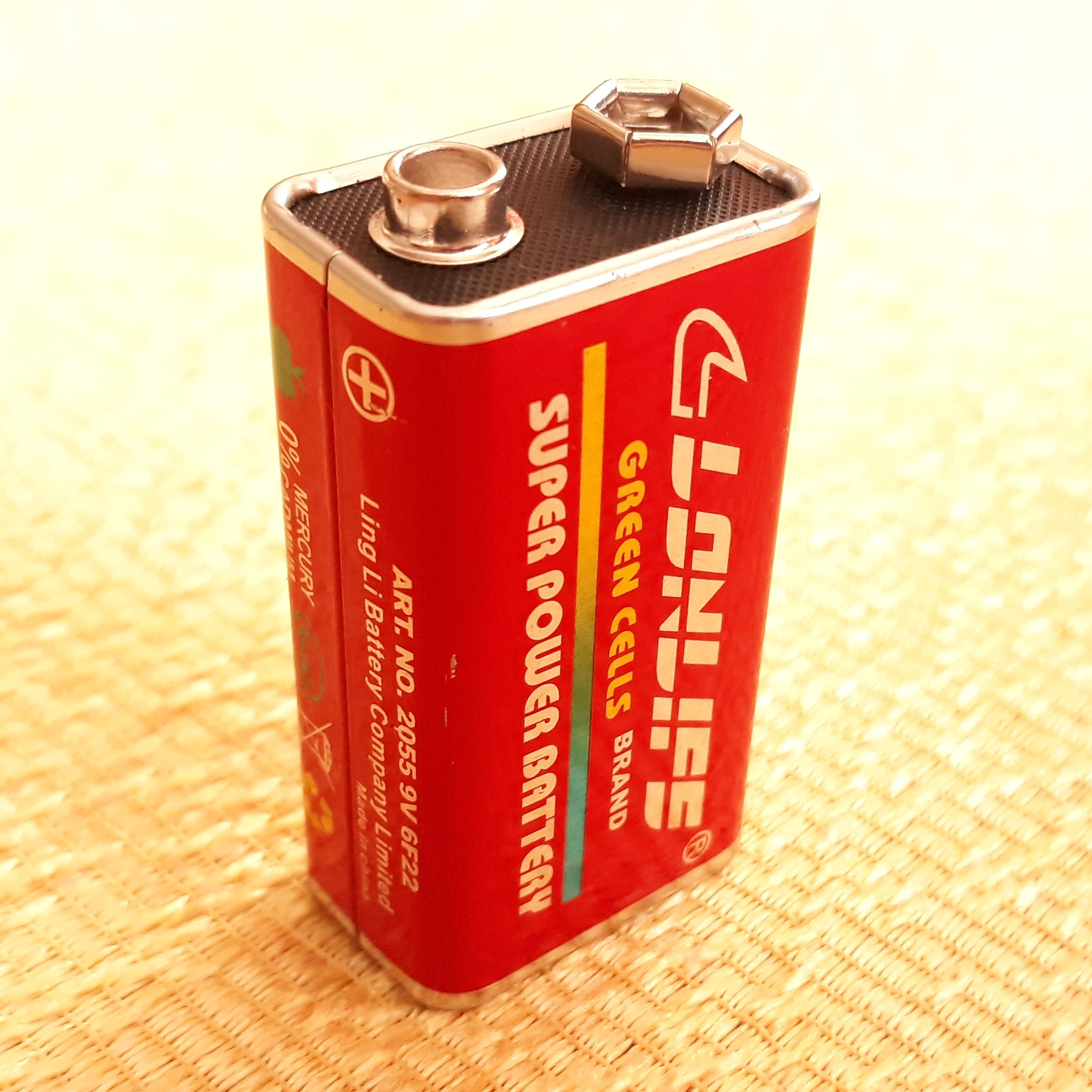

«Крона» (также для солевых: 1604 (согласно ANSI-1604), 6F22, 6R61, NEDA 1604; для щелочных: 1604A, 6LF22 (по IEC 60086-2-2015), 6LR61, MN1604; для литиевых MX1604; PP3, E-Block, 9V Brick Battery, AM6, Корунд, 522, 6AM6, CR-9V, ER9V) — традиционное для России название 9-вольтовой батарейки, под которым этот элемент питания выпускался во времена СССР.

## История

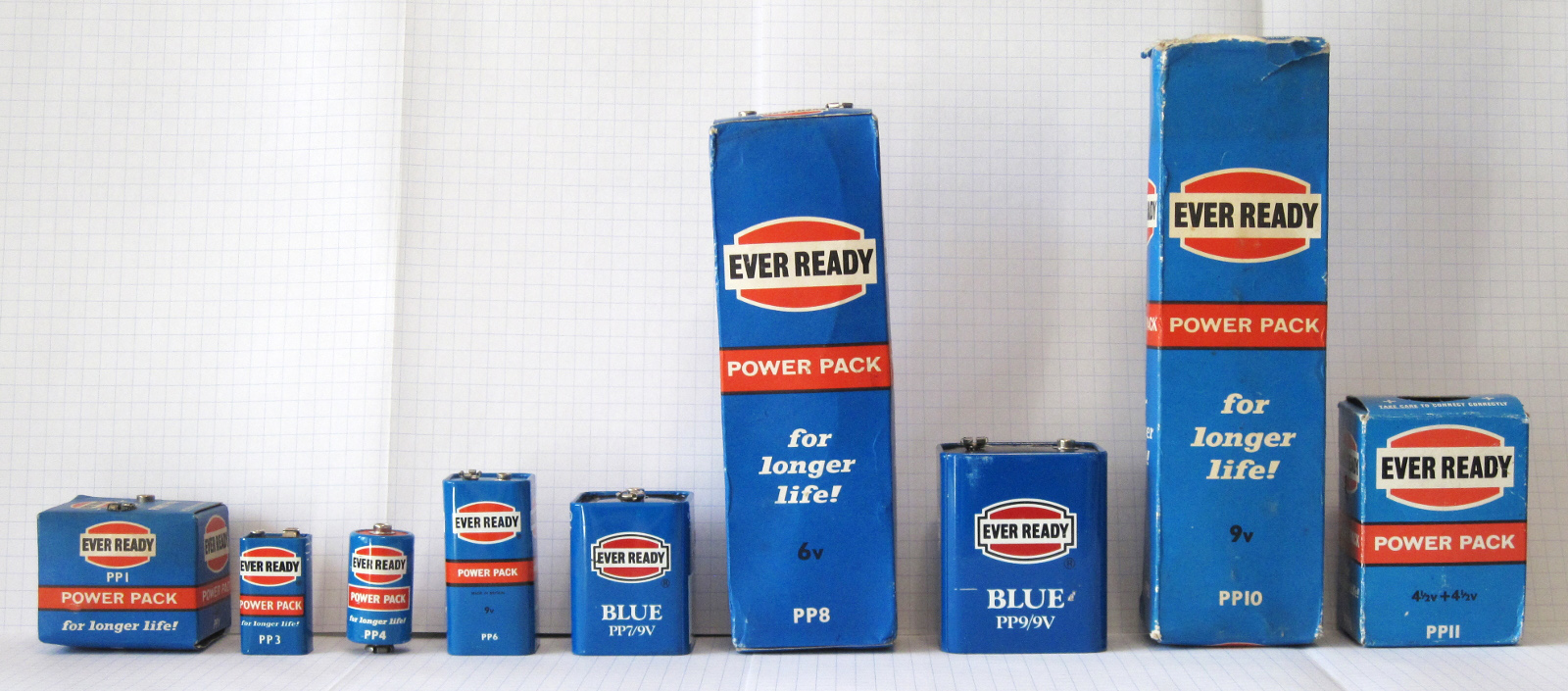
Семейство батареек PP (Power Pack), производимых компаниями Ever Ready в Великобритании и Eveready в США. Крона маркировалась как PP3 (вторая слева)

Батарея этого типоразмера впервые была выпущена американской компанией Eveready (Energizer) в 1956 году.
В СССР выпускались как обычные угольно-марганцевые батареи данного типоразмера, так и щелочные, которые стоили дороже и имели торговый знак «Корунд». Батарея набиралась из прямоугольных элементов галетной конструкции. Батарея имела металлический корпус из лужёной жести, два вывода и дно из гетинакса или пластика.
Аккумуляторные батареи 7Д-0,125 (7Д-0,1, 7Д-0,11) советского производства (диаметр 24 мм, высота 62 мм, масса 53 г, номинальная ёмкость от 100 до 125 мА·ч, номинальное напряжение 8,75 В), совместимые по форме выводов с «Кроной», имели пластмассовый цилиндрический корпус и состояли из дисковых никель-кадмиевых аккумуляторов Д-0,125, Д-0,1, Д-0,11. Их габариты немного больше стандартной «Кроны», и многие советские малогабаритные радиоприёмники изготавливались с учётом этого. Некоторые приёмники (например, «Селга») продавались в комплекте с таким аккумулятором и зарядным устройством, а карманные приёмники «Мир» 1962 года и «Сокол» 1963 года имели встроенное бестрансформаторное зарядное устройство.
Обычные одноразовые батареи «Крона», в отличие от химических элементов питания других типов, допускали ограниченное количество дозарядок, хотя это и не рекомендовалось изготовителем, поэтому во многих журналах и книгах, например, в «Энциклопедии юного техника» 1977 года, публиковались схемы зарядных устройств с током особой формы. Подобные схемы имели некоторую популярность в связи с дефицитностью батарей.

## Описание
- ЭДС — 9 В.
- Типичная ёмкость щелочной батарейки — 625 мА·ч.
- Размеры: 48 мм × 26 мм × 17 мм.
- Масса обычно около 53 граммов.

Также существуют никель-кадмиевые и никель-металлогидридные аккумуляторы такого типоразмера. При рабочем номинальном напряжении в 8,4 В, сразу после зарядки они могут короткое время иметь напряжение 11,5 В и выше, что обусловлено особенностями составляющих их никель-металлогидридных аккумуляторов. В последнее время появились литий-полимерные аккумуляторы такого типа, заряжаемые по USB и имеющие встроенный импульсный повышающий DC-DC-преобразователь, выдающий 9 вольт.
Отрицательный вывод батареи имеет форму гнезда (охватывает ответный штырь), а положительный вывод — в виде штыря с углублением в центре. Выводы батареи и соединителя потребителя энергии одинаковы, и при подключении переворачиваются на 180°. При этом подключить батарею в неправильной полярности невозможно.

## Виды
Одноразовые батареи
- Марганцево-цинковые солевые, 6 элементов
- Щелочные, 6 элементов
- Литий-железодисульфидные, 6 элементов
- Марганцево-литиевые, 3 элемента
- Воздушно-цинковые («Крона ВЦ»), 7 элементов, перед использованием требовалось разгерметизировать корпус — отломить тонкий пластмассовый «носик», который торчал между контактами.
- Литий-тионил-хлоридные (например, Li-SOCI2 1200 мА•ч[5])

Аккумуляторы
- Никель-кадмиевые, 120 мА·ч (номинальное напряжение 8,4 В);
- Никель-металлогидридные, от 170 до 300 мА·ч (номинальное напряжение 8,4 В);
- Литий-ионные, от 350 до 700 мА·ч[6][7] (номинальное напряжение 7,4 В);
- Литий-железо-фосфатные, 320 мА·ч;
- Существуют также источники питания таких же типоразмеров, содержащие литий-полимерный аккумулятор с одним элементом, повышающим импульсным преобразователем с малым током холостого хода и малогабаритным соединителем для заряда от внешнего источника с напряжением от 4,5 до 5,5 В. Это сохраняет достоинства литий-полимерного источника, однако, не требуется схемы балансировки элементов, так как используется только один элемент. Напряжение на выходе стабилизировано. Для подзарядки не нужно искать специальное зарядное устройство для «Крон», достаточно любого источника 5 В, например от напряжения питания интерфейса USB. При этом для чувствительной техники (например, радиоприёмники, радиомикрофоны) импульсное преобразование может быть неприемлемо.